# 엠파이어상
엠파이어상(영어: Empire Awards)은 영국의 영화 잡지 《엠파이어》가 발표하는 영화상이다. 1996년부터 시상되었으며 매년 3월경 발표된다. 대상은 그해 개봉한 자국과 해외의 영화 작품들과 거기에 참여한 배우, 감독, 제작자들이다.

## 수상 목록
- 남우주연상(Best Actor)
- 여우주연상(Best Actress)
- 남우조연상(Best Supporting Actor)
- 여우조연상(Best Supporting Actress)
- 감독상(Best Director)
- 신인남우상(Best Male Newcomer)
- 신인여우상(Best Female Newcomer)
- 영화상(Best Film)
- 영국영화상(Best British Film)
- 코미디상(Best Comedy)
- 호러상(Best Horror)
- SF/판타지상(Best Sci-Fi/Fantasy)
- 스릴러상(Best Thriller)
- 60초압축상(Done In 60 Seconds Award)